# Amor sem Fronteiras
Beyond Borders (em Portugal e no Brasil intitulado de Amor sem Fronteiras ), lançado em 2003, é um drama romântico estadunidense, dirigido por Martin Campbell e estrelado por Angelina Jolie, Clive Owen, Teri Polo e Kate Ashfield. A história é sobre uma socialite que, após conhecer um médico, deixa sua pacata vida em Londres para dedicar-se a uma ONG que ampara refugiados na África. A trilha sonora original foi composta por James Horner.
Refletindo o interesse da vida real de Jolie em promover o alívio humanitário, O filme recebeu críticas negativas e foi um fracasso nas bilheterias arrecadando US$11,705,002 em um orçamento de US$35 milhões de dólares. Atualmente detém uma classificação de 14% no Rotten Tomatoes com base em 103 avaliações. O consenso crítico sobre o filme diz que Beyond Borders é bem-intencionado, mas o uso do sofrimento humano como pano de fundo para um romance aparece como hipócrita e explorador Foi comercializado com o slogan "Em um lugar que ela não pertence, entre pessoas que ela nunca conheceu, ela encontrou uma maneira de fazer a diferença".
Concomitantemente ao lançamento do filme, Jolie publicou Notes from My Travels, uma coletânea de reportagens de suas experiências na vida real como Embaixadora da Boa Vontade do Alto Comissariado das Nações Unidas para os Refugiados (ACNUR) — semelhante a sua personagem no filme.
Angelina Jolie recebeu duas indicações ao Framboesa de Ouro de Pior Atriz por suas atuações neste e Lara Croft Tomb Raider: The Cradle of Life, mas perdeu para Jennifer Lopez por Gigli.

## Elenco
- Angelina Jolie como Sarah Jordan Beauford
- Clive Owen como Dr. Nick Callahan
- Teri Polo como Charlotte Jordan
- Kate Ashfield como Kat
- Linus Roache como Henry Beauford
- Noah Emmerich como Elliott Hauser
- Yorick van Wageningen como Jan Steiger
- Timothy West como Lawrence Bauford
- Kate Trotter como Mrs. Bauford
- Jonathan Higgins como Philip
- John Gausden como Jimmy Bauford
- Isabelle Horler como Anna Beauford
- Iain Lee como mestre de cerimônias
- Keelan Anthony como Jojo
- John Bourgeois como Rolly
- Kalyane Tea como namorada de Steiger
- Julian Casey como policial
- Norman Mikeal Berketa como policial
- Aidan Pickering como repórter da televisão
- Nambitha Mpumlwana como Tula
- Fikile Nyandeni como Gemilla
- Tony Robinow como Art Dealer
- Andrew French como Meles
- Jamie Bartlett como Joss
- Tumisho Masha como Hamadi
- Faye Peters como Monica
- John Matshikiza como Dawit Ningpopo
- Zaa Nkweta como Titus
- Sahajak Boonthanakit como oficial do porto
- Dennis Tan como oficial do porto
- Doan Jaroen-Ngarm Mckenzie como Tao
- Burt Kwouk como Coronel Gao
- Teerawat Mulvilai como Ma Sok
- Bertrand A. Henri como orador
- Jasmin Geljo como motorista de caminhão
- Francis X. McCarthy como Strauss
- Manuel Tadros como Chechen Mobster
- Elizabeth Whitmere como Beatrice

## Premiações
Angelina Jolie recebeu uma indicação ao "Framboesa de Ouro", na categoria "Pior Atriz".